# Michail Stepanovič Šumilov
Michail Stepanovič Šumilov (in russo Михаил Степанович Шумилов?; Verchnetečenskoe, 17 novembre 1895 – Mosca, 28 giugno 1975) è stato un generale sovietico, comandante della 64ª Armata durante la battaglia di Stalingrado (a partire dall'agosto 1942).
Contribuì validamente a difendere, per oltre due mesi, la periferia meridionale della città e la regione della testa di ponte sul Volga di Beketovka, collaborando con il generale Čujkov che si batteva strenuamente contro i continui attacchi della 6. Armee tedesca.
Dopo la riuscita dell'Operazione Urano, la sua armata partecipò all'accerchiamento e poi alla distruzione delle forze tedesche intrappolate (Operazione Anello). Furono proprio le truppe del generale Sumilov che 31 gennaio 1943 catturarono il comandante in capo tedesco, feldmaresciallo Friedrich Paulus.
Dopo l'attiva partecipazione a questa prestigiosa vittoria, Šumilov, sempre alla testa della sua 64.Armata (ribattezzata per il valore mostrato 7.Armata della Guardia) prese parte efficacemente alla difesa del fronte sud del saliente di Kursk durante la battaglia dell'estate 1943. Dopo questa vittoria difensiva la 7.Armata della Guardia di Šumilov partecipò a tutte le grandi offensive del settore meridionale del fronte orientale (battaglia del Dniepr, offensiva del fango, conquista della Romania). Šumilov, dopo aver combattuto alcune dure battaglie durante la campagna d'Ungheria nel 1944-1945, avrebbe concluso vittoriosamente la sua partecipazione alla Grande Guerra Patriottica con la liberazione di Bratislava, Brno e Praga.